# 帕瓦罗洛
帕瓦罗洛（義大利語：Pavarolo），是意大利都灵省的一个市镇。总面积4平方公里，人口1121人，人口密度280.3人/平方公里（2009年）。ISTAT代码为001180。

## 友好城市
- 法國勒谢拉 1995年